# Nobuko Fujimura
Nobuko Fujimura (jap. 藤村 信子, Fujimura Nobuko, nach Heirat Nobuko Higo, 比護 信子, Higo Nobuko; * 18. Dezember 1965 in Kameoka) ist eine ehemalige japanische Marathonläuferin.
1993 wurde sie Vierte beim Osaka Women’s Marathon und gewann den Hokkaidō-Marathon. Im Jahr darauf wurde sie Zweite in Osaka, zeitgleich mit der Siegerin, ihrer Landsfrau Tomoe Abe, in der Landesrekordzeit von 2:26:09 h. Bei den Asienspielen in Hiroshima gewann sie die Bronzemedaille.
1995 wurde sie Dritte beim Paris-Marathon, 1996 folgte einem achten Platz in Osaka und einem dritten beim Boston-Marathon der Sieg beim Tokyo International Women’s Marathon.
Bei den Leichtathletik-Weltmeisterschaften 1997 in Athen kam sie auf den zehnten Rang. 
Mit einem 15. Platz in Osaka 1998 beendete sie ihre leistungssportliche Karriere. 
Nobuko Fujimura ist eine Absolventin der Sportuniversität Osaka.

## Persönliche Bestzeiten
- 10.000 m: 32:27,92 min, 23. Mai 1992, Nara
- Halbmarathon: 1:12:38 h, 22. März 1992, Yamaguchi
- Marathon: 2:26:09 h, 30. Januar 1994, Osaka